# Trapeze (album 1970)
Trapeze – wydany w roku 1970 debiutancki album rockowej grupy Trapeze, którego producentem był John Lodge – gitarzysta basowy zespołu The Moody Blues.
W roku 1976 zespół wydał też kolejny album pod tym samym tytułem, zobacz Trapeze.

## Lista utworów
| 1.  | „It's Only A Dream” (Galley)           | 0:44  |
|     |                                        |       |
| 2.  | „The Giant's Dead Hoorah!” (Hughes)    | 3:33  |
|     |                                        |       |
| 3.  | „Over” (Jones, Galley)                 | 3:38  |
|     |                                        |       |
| 4.  | „Nancy Gray” (Hughes)                  | 2:48  |
|     |                                        |       |
| 5.  | „Fairytale” (Jones, Galley)            | 7:39  |
|     |                                        |       |
| 6.  | „Verily Verily” (Jones, Galley)        | 2:47  |
|     |                                        |       |
| 7.  | „Fairytale” (Jones, Galley)            | 3:07  |
|     |                                        |       |
| 8.  | „It’s My Life” (Jones, Galley)         | 2:51  |
|     |                                        |       |
| 9.  | „Am I” (Hughes)                        | 3:08  |
|     |                                        |       |
| 10. | „Suicide” (Jones, Galley)              | 4:52  |
|     |                                        |       |
| 11. | „Wings” (Hughes, Rowley)               | 3:30  |
|     |                                        |       |
| 12. | „Another Day” (Galley, Hughes, Jones)  | 2:37  |
|     |                                        |       |
| 13. | „Send Me No More Letters” (Rowley)     | 4:35  |
|     |                                        |       |
| 14. | „It's Only A Dream” (reprise) (Galley) | 0:40  |
|     |                                        |       |
|     |                                        | 46:29 |
|     |                                        |       |

## Wykonawcy
- Glenn Hughes – gitara basowa, fortepian, puzon, śpiew
- Mel Galley – gitara prowadząca, gitara basowa
- Dave Holland – perkusja
- Terry Rowley – organy, gitara, fortepian, flet
- John Jones – śpiew, trąbka

- Producent – John Lodge